# Smith & Wesson M&P15
O Smith & Wesson M&P15 é um fuzil semiautomático produzido pela empresa americana Smith & Wesson como uma versão alternativa do rifle AR-15. Introduzido em 2006, a arma de fogo é projetada para a polícia, e mercados consumidores.

## Usuários oficiais
- Estados Unidos
  -  Serviço da Receita Federal dos Estados Unidos, Divisão de Investigação Criminal[2]
  -  Departamento da Polícia Metropolitana de Las Vegas[3]
  -  Escritório do Xerife do Condado de Maricopa: M&P15 MOE Mid[4]
  -  Polícia do Estado da Virgínia Ocidental[5]